# Coiffy-le-Haut
Coiffy-le-Haut é uma comuna francesa na região administrativa de Grande Leste, no departamento de Haute-Marne. Estende-se por uma área de 9,65 km². Em 2010 a comuna tinha 113 habitantes (densidade: 11,7 hab./km²).